# 山縣裕一郎
山縣裕一郎（日语：山縣 裕一郎；1957年—，日本慶應義塾大學經濟學部畢業的實業家。現在是東洋經濟新報社的代表取締役社長，也是一位作家。

## 經歷
1979年進入東洋經濟新報社工作。歷經「ベンチャークラブ」月刊編集長、「週刊東洋經濟」編集長、常務取締役編集局長、常務取締役等職。
在2012年10月1日時，就任代表取締役社長。

## 著書
- 《圖解經濟統計之超解讀術（図解経済統計の超解読術）》 （1996年、東洋經濟新報社） ISBN 978-4-492-08915-6
- 《閱讀90年代的東亞細亞經濟圈（東アジア経済圏90年代を読む）》 （1989年、東洋經濟新報社） ISBN 978-4-492-44100-8
- （1992年、東洋經濟新報社） ISBN 978-4-492-04069-0）